# Оливник міндорійський
Оли́вник міндорійський (Hypsipetes mindorensis) — вид горобцеподібних птахів родини бюльбюлевих (Pycnonotidae). Ендемік Філіппін. До 2010 року вважалися підвидом рудоволого оливника.

## Поширення і екологія
Міндорійські оливники є ендеміками острова Міндоро. Вони живуть в рівнинних і гірських тропічних лісах.